# Lennart Meri
Lennart Georg Meri (ur. 29 marca 1929 w Tallinnie, zm. 14 marca 2006 tamże) – estoński pisarz i polityk. Od 1990 do 1992 minister spraw wewnętrznych, w latach 1992–2001 prezydent Estonii, pierwszy po odzyskaniu przez ten kraj niepodległości.

## Życiorys
Jego ojciec był dyplomatą. Ze względu na jego pracę Lennart Meri większość dzieciństwa spędził poza granicami kraju, uczęszczając do szkół m.in. w Paryżu. Oprócz ojczystego języka estońskiego biegle władał również fińskim, francuskim, niemieckim, angielskim i rosyjskim. Jego kuzynem był Arnold Meri.
W 1941, po aneksji krajów bałtyckich przez ZSRR, wraz z rodziną został deportowany na Syberię. Pracował tam jako drwal. Na zesłaniu zainteresował się językami uralskimi. Po kilku latach powrócił do Estońskiej Socjalistycznej Republiki Radzieckiej. W 1953 ukończył studia historyczne na Uniwersytecie w Tartu. Z powodów politycznych nie mógł podjąć pracy jako historyk, dlatego znalazł zatrudnienie jako dramaturg teatralny. Później był producentem audycji radiowych w estońskim przemyśle nadawczym.
Pod koniec lat 50. opublikował pierwszą ze swoich książek podróżniczych, które z czasem przyniosły mu rozpoznawalność w ZSRR i za granicą. Za jego najbardziej znaną pracę literacką uchodzi Hõbevalge, poświęcona historii Estonii i basenu Morza Bałtyckiego. W 1963 został członkiem Związku Pisarzy Estońskiej SRR. W latach 70. został honorowym członkiem Towarzystwa Literatury Fińskiej. W tym czasie umożliwiono mu wyjazd z kraju, stał się wówczas jednym z najważniejszych rzeczników praw Estończyków. Pod koniec lat 80. założył Instytut Estoński, mający promować wymianę kulturalną i młodzieży między Estonią a państwami zachodnimi.
W 1988 był jednym z liderów tzw. śpiewającej rewolucji, kierowanego przez intelektualistów obywatelskiego zrywu na rzecz niepodległości Estonii. Po przeprowadzeniu w 1990 wolnych wyborów został ministrem spraw zagranicznych. W 1992 został ambasadorem w Finlandii. 6 października tegoż roku objął urząd prezydenta Estonii. W głosowaniu pokonał wtedy m.in. swojego przyszłego następcę Arnolda Rüütela. 20 września 1996 wybrano go na drugą pięcioletnią kadencję, którą zakończył 8 października 2001.

## Odznaczenia i wyróżnienia
- Order Słonia (1994, Dania)
- Krzyż Wielki z Łańcuchem Orderu Krzyża Ziemi Maryjnej (1995, Estonia)
- Krzyż Wielki Orderu Białej Róży (1995, Finlandia)
- Łańcuch Orderu Orła Azteków (1995, Meksyk)
- Order Królewski Serafinów (1995, Szwecja)
- Krzyż Wielki Orderu Trzech Gwiazd (1996, Łotwa)
- Krzyż Wielki Orderu Zasługi Republiki Węgierskiej (1997, Węgry)
- Wielki Krzyż Orderu Witolda Wielkiego (1997, Litwa)
- Kawaler Krzyża Wielkiego Udekorowany Wielką Wstęgą Orderu Zasługi Republiki Włoskiej (1997, Włochy)[1]
- Krzyż Wielki Orderu Świętego Olafa (1998, Norwegia)
- Order Orła Białego (1998[2], Polska)
- Krzyż Wielki Orderu Zbawiciela (1999, Grecja)
- Krzyż Wielki Legii Honorowej (2001, Francja)
- Krzyż Wielki Klasy Specjalnej Orderu Zasługi RFN (2000, Niemcy)
- Krzyż Wielki Orderu Infanta Henryka (2003, Portugalia)[3]
- Krzyż Zasługi Ministerstwa Obrony I klasy (2004, Estonia)[4]
- Order Herbu Państwowego I klasy (2006, Estonia)
- Łańcuch Orderu Herbu Państwowego (2008, Estonia, pośmiertnie)
- Doktor honoris causa Uniwersytetu Helsińskiego (1986)